# Princ iz Pennsylvanije (1988.)
 Princ iz Pennsylvanije  je američka humorna drama iz 1988. u kojoj glume Keanu Reeves, Bonnie Bedelia, Amy Madigan i Fred Ward. Glazbu za film je napisao Thomas Newman, kompozitor koji je često nominiran za Oscara. Film je bio sniman u Pittsburghu i njegovoj okolici.

## Vanjske poveznice
- Princ iz Pennsylvanije na Rotten Tomatoes
- Princ iz Pennsylvanije na All Movie